# Karin Jäger
Karin Jäger (* 31. Juli 1961 in Korbach) ist eine ehemalige deutsche Skilangläuferin.
International trat sie erstmals bei den Nordischen Junioren-Skiweltmeisterschaften 1977 in Sainte-Croix in Erscheinung. Dort holte sie die Silbermedaille mit der Staffel. Bei den Olympischen Winterspielen 1980 in Lake Placid war der 26. Platz über 10 km ihr bestes Ergebnis. Bei den Nordischen Skiweltmeisterschaften 1982 erreichte sie den zehnten Rang über 20 km klassisch. Ihr bestes Resultat bei den Olympischen Winterspielen 1984 in Sarajevo  war der 19. Rang über 20 km. In der Saison 1981/82 belegte sie den achten Rang in der Weltcupgesamtwertung, dabei erreichte sie über 10 km in Štrbské Pleso  den dritten Platz und damit ihr bestes Weltcuprennen. Bei den Olympischen Winterspielen 1988 in Calgary kam sie über 20 km auf den 35. Platz und mit der Staffel auf den 11. Rang.